# Берилий
Берилият (на латински: Beryllium) е химичен елемент, светлосив лек метал с атомен номер 4 и означение Be. Берилият е от група 2 на периодичната система и принадлежи към алкалоземните метали. Използва се за повишаване твърдостта на сплави, напр. берилиев бронз. Добива се от минералите берил, хелвин и хризоберил. Берилият и сплавите му се използват в самолетостроенето, ракетостроенето, електротехниката. Процесът на насищане на повърхността на стоманени детайли с цел повишаване на корозионната им устойчивост се нарича берилизация. Влиза в състава на изумруда.
Представлява устойчив на корозия, сребристобял метал, срещан главно в берил и се използва при рентгеновите стъкла и при производството на сплави. Силно токсично вещество.

## История
Съдържащите берилий скъпоценни камъни берил, смарагд, изумруд, аквамарин и други, са известни на човечеството от дълбока древност. Изследванията на химичния състав на скъпоценните камъни от тази група започват през края на 18 в. с настъпването на химико-аналитичния метод. Така френският химик Никола Луи Воклен през 1798 г. успява да отличи BeO от Al2O3, благодарение на различието в поведението им по отношение на основите.
Елементът първоначално е наречен „глицин“ поради сладкия вкус на негова сол. По-късно Мартин Клапрот установява, че солите на итрия имат същия вкус и той предлага съвременното му наименование – берилий и знак Be, тъй като най-разпространената руда на елемента е берил.
След 30 години Фридрих Вьолер и А. Бюси отделят чист берилий чрез взаимодействие на метален калий с берилиев дихлорид, но берилият все още съдържал примеси. След още около 70 години П. Лебо получава чист берилий чрез електролиза на натриево-берилиев флуорид.

## Разпространение
Берилият е един от слабо разпространените елементи в земната кора. Съдържанието му е 2,6×10-4% и е на около 47-о място по разпространение сред елементите. Среща се като незначителна част от около 30 минерала, но сериозно икономическо значение има берилът (Be3Al2(SiO3)6), който се среща под формата на безцветни хексагонални монокристали, а ако има примеси, те се оцветяват различно. Други известни негови минерали са хризоберилът (Be(AlO2)2) и фенакитът (Be2SiO3).

## Физични свойства
Берилият е метал със светлосив цвят, образуващ хексагонални плътноопаковани кристали, поради малкия атомен радиус на елемента. Той много лек и с една от най-високите температури на топене при леките метали. Температурата му на топене е 1287 °C, а тази на кипене – 2969 °C. Модулът му на еластичност е с една трета по-голям от този на стоманата. Берилият е топлопроводим и диамагнитен.
Чистият берилий е много твърд, но неговата твърдост е съпътствана с трошливост. Той е най-твърдият и най-високотопимият от алкалоземните метали.
Атомната му маса е 9,01218 u.

### Изотопи
Берилият се състои само от един стабилен изотоп 9Be, синтезиран при х-процес. Това е единственият елемент с четен пореден номер и само един изотоп. Изследвани са 8 изкуствено създадени радиоактивни изотопа.
Радиоактивният 7Be се образува в резултат на ядрени реакции на космическите лъчи с кислорода и азота от атмосферата, в резултат на което негови следи се откриват в дъждовната вода.
10Be също се образува при взаимодействието на космическите лъчи с кислорода и азота от атмосферата. Като преминава в морската вода се отлага заедно с дънните морски утайки и в ледниците. Там неговото количество намалява с възрастта на тези отлагания, което служи за тяхното датиране.
На ядрената реакция {\displaystyle {\ce {^9Be + ^4He -> ^12C + n}}} е основан един от най-разпространените лабораторни методи за получаване на неутрони, при което прах от метален берилий или негови соли се смесват с излъчватели на α-частици от радий, полоний, америций или актиний.

## Химични свойства
Берилият е най-лекият елемент на 2-ра група. Електронната структура на берилия е K2s2, съответстваща на двувалентен елемент и прибавя се един 2s електрон спрямо лития. Той е типичен амфотерен елемент, но металните му свойства преобладават.
Берилият не взаимодейства с водород и вода поради недостатъчна химическа активност. Образува съединения с халогените и сярата над 600 °C, а с въглерода при 1300 °C – Be2C. Карбидът реагира с водата, като реакцията води до получаването на метан и берилиев хидроксид:
{\displaystyle {\ce {Be2C + 4H2O -> CH4 + 2Be(OH)2}}}.
Разтваря се във всички минерални киселини, с изключение на азотната и сярната, които го пасивират, но в разредени той се разтваря. В получените разтвори са доказани йоните [Be(H2O)4]2+, които остават в кристалните решетки на солите, кристализиращи от тези разтвори. Освен в киселини берилият се разтваря и в алкални основи с формиране на разтворим хидроксиден комплекс:
{\displaystyle {\ce {Be + 2NaOH + 2H2O -> Na2[Be(OH)4] + H2 ^}}}.
Разтварянето на Be в разтвор на амониев хидрогенфлуорид се използва за неговото пречистване чрез получаване на чист BeF2:
{\displaystyle {\ce {2NH4HF + Be -> (NH4)2[BeF4] + H2 ^}}};
{\displaystyle {\ce {(NH4)2[BeF4] ->[{280°C}] BeF2 + 2NH4F}}} (сублимира).
Общо за химичните отнасяния на берилия е че той е по-слабо активен и с по-слабо изразени редукционни свойства от тези на алкалните и останалите алкалоземни метали. При химичните си взаимодействия атомът на берилия не отдава своите два електрона, а минава във възбудено състояние – K2s12p1, като 2p- и 2s-орбиталите са крайносиметрични и близки по енергия. Осъществява се sp3-хибридизация и при наличие на атоми, молекули или йони – донори на електронни двойки, берилият проявява ковалентност, равна на 4, формирайки 2 връзки по обменен и 2 връзки по донорно-акцепторен механизъм. Такива са връзките при [Be(OH)4]2- и [BeF4]2-, докато при тетраедричния хидратиран берилиев катион – [Be(H2O)4]2+, те са само донорно-акцепторни.
Берилият е много устойчив на корозия. Той се покрива с тънък оксиден слой при взаимодействие с кислорода от въздуха, предпазващ го от по-нататъшно действие на кислорода до 800 °C, след което става окисление в дълбочина. При температура 1200 °C металният берилий се окислява до BeO във вид на бял прах. Фино диспрегиран, той изгаря във въздуха до BeO и Be2N2, като отделя голямо количество топлина и ярка светлина.
Измества магнезия от всичките му съединения.
Свързва се много здраво с нуклеиновите киселини.

## Съединения
Всички съединения на берилия са с ковалентна връзка. В тях Be2+ трудно може да се получи. Те имат сладък вкус, но независимо от това са силно отровни.

### Халогениди
При взаимодействие на Be(OH)2 с халогеноводородни киселини се получават халогенопроизводни тетрахидрати – [BeX2•4H2O]. От тези хидрати при нагряване не могат да се получат съответните безводни халогениди на берилия поради хидролизата. Безводен BeF2 се получава най-лесно при термично разлагане на (NH4)2[BeF4]. Този комплекс е слабо разтворим и се отделя като безводна сол при взаимодействие на BeF2 и NH4F във водни разтвори:
{\displaystyle {\ce {BeF2 + 2NH4F -> (NH4)2[BF4]}}}.
Той се разлага при 280 °C и се получава безводен BeF2.
Останалите берилиеви халогениди могат да бъдат получени чрез директна синтези на берилий и съответните халогенни елементи при нагряване. Удобен метод за получаване на BeCl2 е чрез пропускане на хлор през смес от BeO и въглища при висока температура (600 – 800 °C):
{\displaystyle {\ce {BeO + C + Cl2 -> BeCl2 + CO ^}}}.
Друг метод за получаване на BeCl2 е взаимодействието на BeO с тетрахлорометан при 800 °C. Това е стандартен метод за получаване на безводни халогениди, които не могат да бъдат получени чрез обезводняване на съответните кристалохидрати.
BeF2 кристализира в тетрагонална сингония, кристална решетка тип α-кристобалит. Останалите бериеливи халогениди кристализират в кубична сингония, тип сфарелит. Флуоридът е много разтворим във вода и реагира с киселини и основни флуориди, образувайки комплекси:
{\displaystyle {\ce {BeF2 + SiF4 -> Be[SiF6]}}},
{\displaystyle {\ce {BeF2 + 2KF -> K2[BeF4]}}}.
Флуороберилатният йон [BeF4]2- има тетраедрична структура, подобно на SO2-
4. Флуороберилатите са аналогични по свойства и изоморфни на съответните сулфати.
Парите на BeCl2 при 750 °C се състоят от линейни молекули Cl–Be–Cl, sp-хибридизирани при берилиевия атом. При ниски температури образуват димери, а в твърдо състояние се образуват полимерни вериги, в които всеки берилиев атом е обграден от 4 хлорни атоми във вид на тетраедър. BeCl2 се използва като катализатор при Фридел-Крафтсовите синтези.

### Оксид и хидроксид
Берилиевият оксид (BeO) е амфотерен оксид. Има висока температура на топене – 2570 °C, голям коефициент на топлопроводност и голяма инертност към разтопени метали и соли. Това го прави подходящ за изработването на тигли за отливане, стени на топлоотделящи елементи за ядрени реактори и други. Получава се най-често чрез термична дисоциация на BeCO3. Кристализира в хексагонална синогония, тип вюрцит. Търпи полиморфно превръщане при ~800 °C. При охлаждане на стопилката се образува стъкловидна маса, която заедно с вюрцитната структура показва, че химичната връзка в BeO не е силно полярна. Нискотемпературната модификация реагира при загряване с киселинни и основни оксиди:
{\displaystyle {\ce {2BeO + SiO2 -> Be2SiO4}}} (берилиев ортосиликат),
{\displaystyle {\ce {BeO + Na2O -> Na2BeO2}}} (натриев берилат).
Реагира още с киселини и основи. Не се разтваря във вода, водородът го редуцира. Високотемпературната му модификация е силно инертна.
При получаването на Be(OH)2 от разтворима берилиева сол и алкален хидроксид най-напред се утаява аморфна маса с неопределен състав, силно зависещ от условията на утаяване. В излишък на алкалния хидроксид утайката от Be(OH)2 се разтваря, като в зависимост от големината на този излишък разтворът съдържа различни структурни елементи. При не много голям излишък в разтвора се съдържат полимерни йони със състав [Be2(OH)2]n(OH)4]2-. При по-голям излишък на алкалния хидроксид полимерните вериги се разкъсват напълно, като се получават моноядрените берилатни йони [Be(OH)4]2-.

### Съединения с кислородсъдържащи киселини
Силно разтворими съединения на берилия са BeCO3 и Be3(PO4)2. Кабронатът се разтваря в концентрирани разтвори на алкални и амониев карбонати за сметка на комплексообразуване:
{\displaystyle {\ce {BeCO3 + (NH4)2CO3 -> (NH4)2[Be(CO3)_2]}}}.
Оксоберилиевият ацетат (Be4O(OOCCH3)6) се получава при реакция между берилиев карбонат и оцетна киселина:
{\displaystyle {\ce {4BeCO3 + 6CH3COOH -> 4CO2 + 3H2O + Be4O(OOCCH3)6}}}.
Той е слабо разтворим във вода, разтваря се в хлороформ и от този разтвор може да рекристализира.

### Други съединения
За разлика от аналозите си берилият не реагира директно с водород. Берилиевият хидрид (BeH2) се получава при взаимодействие на BeCl2 с LiH в етерен разтвор. Той е бяло аморфно вещество, разлагащо се при нагряване. Известен е и полимерен берилиев хлорид (BeH2)n, който се получава при нагряване на берилиевоорганични съединения и има сходни свойства с полимерния (AlH3)n.
Берилиевият сулфид (BeS) е силно разтворим и се получава от Be и S при много високи температури или Be и H2S. Подобно на BeO проявява амфотерни свойства. Кристализира в тип сфалерит, както BeSe.
Берилиевият нитритд (Be3N2) се получава при пряка синтеза на елементите при 1000 °C. Той е твърд, високотопим, химически инертен и много подобен на AlN. В прахообразно състояние реагира с водата и разредени киселини:
{\displaystyle {\ce {Be2N3 + 8HCl ->3BeCl2 +2NH4Cl}}}.
Известни са и разнообразни органични производни на берилия. Диметилберилият (Be(CH3)2) лесно се окислява и самозапалва във въздуха.

## Получаване
Сериозно икономическо значение за получаването на берилий има берилът. При изпичането му с NaSbF6 се получава BeF2, който се разтваря в гореща вода. От BeF2 може да се получи Be чрез редукция с Mg при 1300 °C. Обикновено обаче от горещия разтвор на BeF2 при pH 12 първоначално се утаява Be(OH)2, от който впоследствие се получават соли на Be. BeCl2 се използва за получаване на Be чрез електролиза на нейна стопилка. Тъй като BeCl2 е ковалентно съединение, което слабо провежда електричен ток, се добавя NaCl. Така се понижава и температурата на топене на BeCl2.

## Приложение
Металният берилий, като най-лек здрав метал, има малка поглъщаща способност на рентгенови и нискоенергитични γ-лъчи, поради което се използва във вид на фолиа, тънки до 6 µm, за прозорци на детектори за нискоенергитични γ-лъчи и на рентгенови лъчи за спирачно лъчение.
Берилиевият бронз се поддава добре на механична обработка. Берилият не образува смесени кристали с алкалните и алкалоземните метали, но сплави с Cu, Fe, Ti, Al, Ni и други метали имат голямо значение за авиационната промишленост и ракетостроенето.

## Биологични ефекти
Берилият на прах е канцерогенен и може да причини белодробно заболяване.
Много от берилиевите съединения са отровни и могат да са причина за възпалителни процеси по кожата.
Летливите (и разтворими) съединения на берилия, включително и прахът, съдържащ берилий или берилиеви съединения, са високотоксични. За въздуха пределно допустимата концентрация (ПДК), преизчислена за берилий, възлиза на 0,001 mg/m³. Берилият има ярко изразено алергично и карциногенно действие. Ако се вдишва, може да се развие сериозно професионално заболяване – берилиоза.